# Elecciones legislativas de El Salvador de 2015
Las elecciones legislativas de la República de El Salvador de 2015 se celebraron el domingo 1 de marzo de ese año. En estos comicios los ciudadanos procedían a la elección de sus representantes dentro del Órgano Legislativo y los Gobiernos Locales. Por primera oportunidad se procedía a la elección de los integrantes de Concejos Municipales plurales, que garantizaban la representación de las minorías políticas en contienda dentro del gobierno local; de la misma manera, tras resolución de la Sala de lo Constitucional de la Corte Suprema de Justicia, se procedería a la elección directa y por rostro de los representantes de El Salvador ante el Parlamento Centroamericano (PARLACEN) junto con la implementación del sistema de voto cruzado para dicha elección y la de diputaciones a la Asamblea Legislativa. A causa de las distintas reformas ordenadas desde el máximo tribunal constitucional del país y las realizadas por el Órgano Legislativo en materia electoral, estas elecciones han sido las más complejas en la historia de El Salvador.
Los resultados obtenidos tras es el escrutinio final del Tribunal Supremo Electoral, reflejan la victoria obtenida por el principal partido de oposición, Alianza Republicana Nacionalista (ARENA), que alcanzó 35 escaños dentro de la Asamblea Legislativa, 8 diputaciones al PARLACEN y obtuvo el mayor número de alcaldes con 119, y otros 13 en coalición con otros partidos minoritarios (siendo la comuna más importante obtenida mediante coalición, la de Santa Ana junto con el Partido Demócrata Cristiano).
El Frente Farabundo Martí para la Liberación Nacional (FMLN), actual partido en el gobierno, sufrió un ligero retroceso en sus números, aunque manteniendo el mismo número de escaños en la Asamblea Legislativa, perdió un diputado ante el PARLACEN (pasa de 9 a 8 escaños) y se vio reducido en 10 alcaldes a nivel nacional.
El partido Gran Alianza por la Unidad Nacional (GANA) por otra parte se afianza como tercera fuerza política del país obteniendo el mismo número de diputados (aunque perdiendo una diputación por San Salvador), ganando 2 escaños ante el Parlamento Centroamericano y alcanzando la cifra de 19 alcaldes a nivel nacional, contrastando este número con el dramático descenso del Partido de Concertación Nacional (PCN) que pierde un representante dentro del PARLACEN, uno dentro del Órgano Legislativo y la dirección de 10 alcaldías quedando únicamente con 16.
Finalmente, el Partido Demócrata Cristiano (PDC) consiguió mantener sus representaciones dentro de la Asamblea Legislativa y el PARLACEN, y crecer a 6 su número de gobernantes locales; Cambio Democrático (CD) perdió a su diputado Douglas Avilés y estará fuera del primer órgano del Estado durante 3 años, mas logró triunfar en San Antonio Los Ranchos, Chalatenango y tendrá 1 alcalde al igual que el Partido Social Demócrata (PSD) en Meanguera, Morazán.
El resto de partidos que participaron en una o varias elecciones mediante coaliciones y que no se agenciaron ningún triunfo local de manera individual fueron el Partido Salvadoreño Progresista (PSP) que sin embargo gobernará en coalición la capital, San Salvador, junto con el FMLN tras el apoyo brindado a su candidato Nayib Bukele; la Fraternidad Patriota Salvadoreña (FPS) y el partido Democracia Salvadoreña (DS) no consiguieron éxito tras su campaña proselitista.

## Datos relevantes en las elecciones 2015
| N.º | Datos generales de las elecciones 2015          | Cantidad   |
| --- | ----------------------------------------------- | ---------- |
| 1   | Electores y electoras en el padrón electoral    | 4,911,672  |
|     | Mujeres electoras (2,608,806)                   | 53.11%     |
|     | Hombres electores (2,302,866)                   | 46.89%     |
| 2   | Cantidad de centros de votación                 | 1,595      |
| 3   | Cantidad de Juntas Receptoras de votos          | 10,621     |
| 4   | Cantidad de partidos políticos inscritos        | 10         |
| 5   | Cantidad de coaliciones legislativas            | 5          |
| 6   | Cantidad de coaliciones de consejos municipales | 45         |
| 7   | Candidaturas no partidarias (San Salvador)      | 1          |
| 8   | Último número de DUI                            | 05406543-4 |
| 9   | Valor del voto                                  |            |
|     | Elección de diputados al PARLACEN               | $2.81      |
|     | Elección de diputados a la Asamblea Legislativa | $2.81      |
|     | Elección de concejos municipales                | $2.10      |

## Resultados

### Asamblea Legislativa
|  | 38.90 % |

|  | 37.23 % |

|  | 9.22 % |

|  | 6.77 % |

|  | 2.48 % |

|  | 1.62 % |

|  | 96.09 % |

|  | 2.16 % |

|  | 1.76 % |

|  | 48.23 % |

|  | 51.77 % |

#### Resultados por Departamento
| Departamentos | ARENA      | ARENA | FMLN | FMLN | GANA | GANA | PCN  | PCN  | PDC | PDC | CD  | CD  |   |
| Departamentos | %          | S     | %    | S    | %    | S    | %    | S    | %   | S   | %   | S   |   |
| ------------- | ---------- | ----- | ---- | ---- | ---- | ---- | ---- | ---- | --- | --- | --- | --- | - |
| Departamentos | Ahuachapán | 39.7  | 2    | 31.8 | 1    | 8.5  | –    | 15.3 | 1   | 0.2 | –   | 0.3 | – |
| Cabañas       | 42.6       | 1     | 20.7 | 1    | 18.4 | 1    | 16.9 | –    | 0.9 | –   | 0.2 | –   |   |
| Chalatenango  | 38.6       | 1     | 35.4 | 1    | 4.6  | –    | 19.4 | 1    | 0.9 | –   | 0.6 | –   |   |
| Cuscatlán     | 36.2       | 1     | 36.8 | 1    | 5.2  | –    | 20.2 | 1    | 1.1 | –   | 0.3 | –   |   |
| La Libertad   | 48.6       | 5     | 37.8 | 4    | 7.0  | 1    | 3.3  | –    | 1.6 | –   | 1.5 | –   |   |
| La Paz        | 41.5       | 2     | 37.6 | 1    | 15.2 | 1    | 1.7  | –    | 1.3 | –   | 1.8 | –   |   |
| La Unión      | 41.8       | 1     | 31.6 | 1    | 19.7 | 1    | 0.8  | –    | 4.1 | –   | 0.3 | –   |   |
| Morazán       | 38.3       | 1     | 35.7 | 1    | 15.5 | 1    | 6.5  | –    | 0.4 | –   |     |     |   |
| San Miguel    | 28.6       | 2     | 40.7 | 3    | 19.6 | 1    | 1.2  | –    | 5.1 | –   | 2.7 | –   |   |
| San Salvador  | 43.9       | 11    | 40.5 | 10   | 4.1  | 1    | 4.1  | 1    | 2.4 | 1   | 1.9 | –   |   |
| San Vicente   | 35.2       | 1     | 38.4 | 1    | 13.7 | 1    | 7.8  | –    | 0.2 | –   | 0.3 | –   |   |
| Santa Ana     | 37.8       | 3     | 30.2 | 2    | 7.3  | 1    | 12.7 | 1    | 5.2 | –   | 1.6 | –   |   |
| Sonsonate     | 38.7       | 2     | 37.2 | 2    | 7.7  | 1    | 4.2  | 1    | 5.6 | –   | 2.9 | –   |   |
| Usulután      | 34.6       | 2     | 43.1 | 2    | 12.6 | 1    | 4.8  | –    | 0.8 | –   | 3.2 | –   |   |
| Total         | 38.9       | 35    | 37.2 | 31   | 9.2  | 11   | 6.7  | 6    | 2.4 | 1   | 1.6 | –   |   |

### Parlamento Centroamericano
|  | 40.13 % |

|  | 39.82 % |

|  | 9.03 % |

|  | 5.80 % |

|  | 2.10 % |

|  | 91.44 % |

|  | 3.22 % |

|  | 5.33 % |

|  | 47.79 % |

|  | 52.21 % |

#### Resultados por Departamento
| Departamentos | ARENA      | FMLN | GANA | PCN  | PDC  | CD  |     |
| Departamentos | %          | %    | %    | %    | %    | %   |     |
| ------------- | ---------- | ---- | ---- | ---- | ---- | --- | --- |
| Departamentos | Ahuachapán | 42.2 | 34.0 | 6.1  | 14.9 | 0.5 | 0.3 |
| Cabañas       | 47.5       | 25.2 | 16.0 | 8.3  | 1.1  | 0.3 |     |
| Chalatenango  | 38.9       | 38.6 | 8.0  | 11.8 | 0.6  | 0.7 |     |
| Cuscatlán     | 38.6       | 38.1 | 5.1  | 15.4 | 1.1  | 0.3 |     |
| La Libertad   | 47.8       | 38.6 | 5.9  | 3.1  | 1.3  | 1.2 |     |
| La Paz        | 36.6       | 39.4 | 14.5 | 5.6  | 1.1  | 1.4 |     |
| La Unión      | 39.1       | 34.6 | 20.5 | 1.8  | 2.4  | 0.4 |     |
| Morazán       | 34.7       | 37.6 | 19.4 | 5.1  | 0.4  | 0.4 |     |
| San Miguel    | 26.6       | 43.0 | 22.1 | 1.5  | 4.0  | 1.4 |     |
| San Salvador  | 43.2       | 43.5 | 4.0  | 2.9  | 2.2  | 1.7 |     |
| San Vicente   | 38.7       | 41.9 | 9.1  | 7.9  | 1.1  | 0.4 |     |
| Santa Ana     | 39.8       | 34.2 | 6.3  | 11.7 | 3.6  | 1.4 |     |
| Sonsonate     | 38.5       | 41.3 | 6.4  | 4.8  | 5.0  | 2.1 |     |
| Usulután      | 32.7       | 44.0 | 13.9 | 4.7  | 0.6  | 2.7 |     |
| Total         | 40.1       | 39.8 | 9.0  | 5.8  | 2.1  | 1.3 |     |

## Elección del Parlacen
El Parlacen siempre había sido elegido indirectamente, por medio de los votos recibidos en las elecciones, pero en el año de 2014 un fallo de la Sala de lo Constitucional de la Corte Suprema de Justicia determinó que el Parlacen sería elegido por voto directo, en las elecciones legislativas y municipales de El Salvador de 2015. Cada partido político participante tendría que presentar 20 candidatos a diputados, ya que a El Salvador le corresponden 20 diputados en el Parlacen.
En El Salvador hay una modalidad de voto por rostro y voto cruzado, es decir, cada papeleta de votación tiene impresa la cara de los 20 candidatos a diputados de cada partido político y se puede votar por 20 caras como máximo sin tocar banderas, para hacer el voto cruzado, entre otras muchas modalidades de voto.
Ahora presentaremos los candidatos que salieron electos por cada partido y cuantas marcas obtuvo cada uno. 
Esta es la tabla de los 20 diputados electos, el partido al que pertenecen y la cantidad de votos obtenida. 
| No. | Candidato electo            | Partido | Votos obtenidos |
| 1   | Gerardo Suvillaga           | ARENA   | 171 150         |
| 2   | Guillermo Magaña            | ARENA   | 140 283         |
| 3   | Nery Bonilla                | FMLN    | 133 544         |
| 4   | Heidy Mira                  | ARENA   | 122 351         |
| 5   | Eugenio Chicas              | FMLN    | 119 488         |
| 6   | Gracia María Larrave        | ARENA   | 113 671         |
| 7   | Claudia de Ávila            | ARENA   | 111 350         |
| 8   | Antonio Echeverría          | FMLN    | 108 468         |
| 9   | Fernando Bautista           | ARENA   | 106 130         |
| 10  | William Hernández           | FMLN    | 103 034         |
| 11  | Hermes Flores               | ARENA   | 102 668         |
| 12  | Mauricio Quinteros          | ARENA   | 102 144         |
| 13  | Mirtala López               | FMLN    | 101 955         |
| 14  | Irma Amaya                  | FMLN    | 86 439          |
| 15  | Blanca Flor Bonilla         | FMLN    | 85 598          |
| 16  | Ricardo Cruz                | FMLN    | 82 662          |
| 17  | José Wilfredo Salgado Gómez | GANA    | 58 504          |
| 18  | Nelson Guardado             | GANA    | 44 028          |
| 19  | Ricardo Calderón Lam        | PCN     | 28 139          |
| 20  | Nelson de la Cruz Alvarado  | PDC     | 13 491          |